# 考える犬
『考える犬』（かんがえるいぬ）は、守村大による日本の漫画作品。『モーニング』（講談社）にて連載された。単行本は全16巻。

## 物語概要
所沢近郊に住む、売れっ子編集長の大文字文左衛門と、文左衛門を格下に見る飼い犬・紋次郎、そしてその家族が繰り広げるヒューマンドラマ。後半では、文左衛門が必ずバイクに乗り、サイドカーに紋次郎を乗せ、現場に駆けつけるのがお約束である。